# Класс, Майлин
Майли́н А́нджела Класс (англ. Myleene Angela Klass; 6 апреля 1978, Горлстон, Норфолк, Англия, Великобритания) — британская певица, пианистка, фотомодель и актриса.

## Биография
Майлин Анджела Класс родилась 6 апреля 1978 года в Горлстоне (графство Норфолк, Англия, Великобритания) в семье англо-австрийца Оскара Класса и филиппинки Бэнг Класс. У Майлин есть сестра — Кайрин Класс.

## Карьера
Майлин начала свою музыкальную и актёрскую карьеру в 1998 году — сыграла филиппинскую горничную в фильме «Монах Доусон» и исполнила песню в фильме «Алиса в Зазеркалье».
У Майлин есть четыре музыкальных альбома: Popstars (2001) и Everybody (2002) в составе Hear’Say, Moving On (2003) и Myleene’s Music for Romance (2007) — сольно.
Также Майлин является фотомоделью.

## Семья
- Муж (2011—2013) — Грэм Куинн (род. 1957).
- Дочери:
  - Ава Бэйли Куинн (род. 16.08.2007)[2]
  - Хиро Харпер Куинн (род. 25.03.2011).